# 林田村 (兵庫県揖保郡)
林田村（はやしだむら）は、兵庫県揖保郡にあった村。現在の姫路市林田町の西部、林田川の沿岸にあたる。

## 地理
- 河川：林田川

## 歴史
- 1889年（明治22年）4月1日 - 町村制の施行により、揖東郡林田町・上構村・中構村・下構村・久保村・六九谷村・松山村・林山田村・中山下村・西奥佐見村・東奥佐見村・口佐見村・林谷村の区域をもって発足。
- 1896年（明治29年）4月1日 - 所属郡が揖保郡に変更。
- 1955年（昭和30年）3月25日 - 伊勢村と合併して林田町が発足。同日林田村廃止。

## 経済

### 産業
農業
『大日本篤農家名鑑』によれば、林田村の篤農家は「矢羽野連、菊谷辰二、菊谷佐平、橋本新一郎、山口榮太郎、森田熊太郎、澤野利正、長野親宗、平山恭」などがいた。
企業
- 山陽林業 - 設立は1908年9月、営業の目的は製材薪炭製造販売及び植林[2]。

## 交通

### 道路
- 国道29号